# Een moment
Een moment is een nummer van Marco Borsato, Rolf Sanchez en John Ewbank. Het nummer gaat over het verlangen naar een ex-geliefde en wordt gezongen in het Nederlands met een paar Spaanse coupletten gezongen door Sanchez.

## Achtergrond
Het nummer is Borsato's eerste uitgebrachte nummer nadat hij voor meer dan een jaar in de achtergrond bleef. Het nummer volgt op Lippenstift, tevens een samenwerking met andere artiesten, die uitkwam in september 2019. De samenwerking tussen Borsato en Ewbank is niet nieuw, zo was die samenwerking er ook bij Lippenstift en Samen voor altijd. Sanchez zong al eerder Nederlands-Spaanse nummers, waaronder Pa Olvidarte en Más Más Más. Een moment kwam de eerstvolgende zaterdag binnen op de 49e positie in de Nederlandse Single Top 100.

## Hitnotering

### Nederlandse Top 40
| Hitnotering: 20-03-2021 t/m 27-03-2021 | Hitnotering: 20-03-2021 t/m 27-03-2021 | Hitnotering: 20-03-2021 t/m 27-03-2021 | Hitnotering: 20-03-2021 t/m 27-03-2021 |
| Week:                                  | 1                                      | 2                                      |                                        |
| -------------------------------------- | -------------------------------------- | -------------------------------------- | -------------------------------------- |
| Positie:                               | 26                                     | 31                                     | uit                                    |

### NederlandseSingle Top 100
| Hitnotering: 13-03-2021 t/m 10-04-2021 | Hitnotering: 13-03-2021 t/m 10-04-2021 | Hitnotering: 13-03-2021 t/m 10-04-2021 | Hitnotering: 13-03-2021 t/m 10-04-2021 | Hitnotering: 13-03-2021 t/m 10-04-2021 | Hitnotering: 13-03-2021 t/m 10-04-2021 | Hitnotering: 13-03-2021 t/m 10-04-2021 |
| Week:                                  | 1                                      | 2                                      | 3                                      | 4                                      | 5                                      |                                        |
| -------------------------------------- | -------------------------------------- | -------------------------------------- | -------------------------------------- | -------------------------------------- | -------------------------------------- | -------------------------------------- |
| Positie:                               | 49                                     | 12                                     | 25                                     | 30                                     | 45                                     | uit                                    |

### VlaamseUltratop 50
| Hitnotering: 20-03-2021 t/m 27-03-2021 | Hitnotering: 20-03-2021 t/m 27-03-2021 | Hitnotering: 20-03-2021 t/m 27-03-2021 | Hitnotering: 20-03-2021 t/m 27-03-2021 |
| Week:                                  | 1                                      | 2                                      |                                        |
| -------------------------------------- | -------------------------------------- | -------------------------------------- | -------------------------------------- |
| Positie:                               | 33                                     | 47                                     | uit                                    |